# Нудна історія (повість)
«Нудна історія» (рос. Скучная история) — повість російського письменника Антона Павловича Чехова, вперше опублікована в  журналі «Північний вісник» у 1889 році.

## Історія створення
А. П. Чехов розпочав роботу над повістю в осені 1888 року, перебуваючи в садибі родини Линтварьових на Сумщині. Сенс повісті, за задумом автора полягав у тому, що «життя без визначеного світогляду — не життя, а тягар та жах». У своєму листі російському літературному критику  О. М. Плещеєву від 03 серпня 1889 року, А. П. Чехов писав: «Оповідання… виходить нудним. Але мотив новий. Ймовірно, що читатимуть із зацікавленням». Він неодноразово висловлював невпевненість щодо успіху нового твору: «Це не повість, а дисертація. Вона сподобається тим, кому до смаку нудне, важке читання».

## Сюжет
Розповідь у повісті ведеться від першої особи, 62-річного відомого в наукових колах професора, викладача університету. Він розповідає про свою хворобу, однією з ознак якої є безсоння. І саме безсоння він вважає головною ознакою свого сьогодення. Професор чекає ранку, коли зможе розпочати свій наступний день: спілкування з родиною, лекції в університеті, прийом гостей. Окреме місце в його житті займає Катерина — донька померлого друга. Згідно заповіту, професор був її опікуном. В своїх роздумах професор висловлює жаль, що свого часу йому було ніколи займатися її вихованням та Катерина перебувала на вихованні в інституті. Та з часом головне місце в роздумах професора зайняло питання пізнання самого себе.  Він доходить до висновку, що незважаючи на визнання, соціальний стан у суспільстві, йому не вистачає чогось головного. І він розуміє, коли немає головного, немає нічого. З цими сумними думками професор перебуває наодинці в готельному номері, розмірковуючи також над своєю хворобою. І подумки визнає свою поразку у житті…

## Відгуки
Всупереч побоюванням А. П. Чехова, повість була позитивно сприйнята читачами. О. М. Плещеєв писав йому, що «звідусіль чую захоплюючі похвали вашої повісті; — від людей різних думок, кружків, таборів». Німецький письменник Томас Манн писав: «…це незвичайна, чарівна річ, у всій літературі не знайти нічого схожого на неї…». Французький критик Шарль Дю Бос вважав, що Чехов «ніколи не створював нічого більш прекрасного…цей твір — вище критики, це справжній шедевр». Англійський критик Арнольд Беннер розповівдав, що «…ця повість здалася мені зовсім новою, повною свіжої сили та краси, як на мене, це один з найпрекрасніших творів, які мені коли-небудь доводилося читати».